# Maria Jane Jewsbury

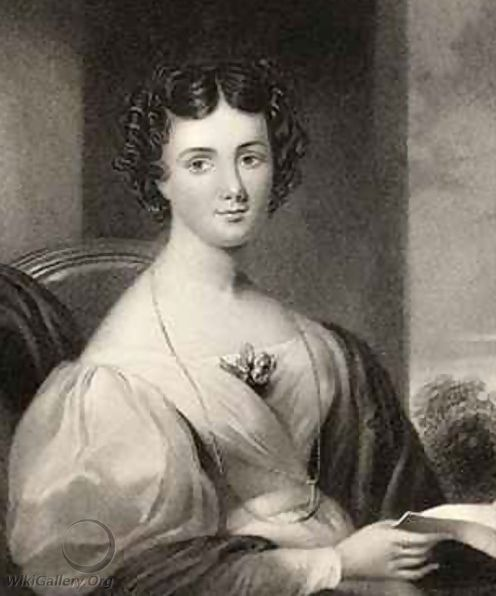
Maria Jane Jewsbury

Maria Jane Jewsbury, verheiratete Maria Jane Fletcher (* 25. Oktober 1800 in Measham, Leicestershire; † 4. Oktober 1833 in Poona, Maharashtra, Britisch-Indien) war eine britische Schriftstellerin und Dichterin.

## Leben
Maria Jane Jewsbury wurde als ältestes von sechs Kindern des Baumwollfabrikanten und -händlers Thomas Jewsbury († 1840) und seiner Frau Maria, geborene Smith, († 1819) geboren. Ihr Großvater väterlicherseits, Thomas Jewsbury Sr. (gest. 1799), war Straßenvermesser, Kanalingenieur und Philosophiestudent gewesen. In seinem Testament hinterließ er der Familie vier Cottages, ein Lagerhaus, etwas Land in Measham und ein großes Barvermögen. Maria Janes Geschwister waren Thomas (* 1802), Henry (* 1803), Geraldine (1812–1880), Arthur (* 1815) und Frank (* 1819). Sie besuchte eine Schule in Shenstone, Staffordshire und durchlief dort den normalen Weg für Mädchen. Aus gesundheitlichen Gründen musste sie die Schule mit 14 Jahren verlassen.
Das Baumwollgeschäft ihres Vaters litt unter dem Britisch-Amerikanischen Krieg von 1812 und er wurde Versicherungsvertreter in Manchester. Jewsburys Mutter starb einen Monat nach der Entbindung des jüngsten Sohnes. Die damals 19-jährige Jewsbury übernahm die Rolle der Mutter im Haushalt, damit ihr Vater weiter arbeiten konnte. Nach dem Tod der Mutter blieb sie über zwölf Jahre lang in dieser Rolle.S. 367 f.
Im Jahr 1821 veröffentlichte sie ein erstes Gedicht in der Manchester Gazette. Darüber lernte sie Alaric Alexander Watts kennen, der Jewsbury bei ihrer Entwicklung unterstützte, indem er ihre Gelegenheitsgedichte bekannt machte, sie dazu drängte, ihr erstes Buch, Phantasmagoria, zu schreiben und einen Verleger dafür zu finden.S. 368
Watts gab in den Jahren 1828–1829 gab ein Jahrbuch heraus, The Poetical Album, or Register of Modern Fugitive Poetry, zu dem Jewsbury ebenso beitrug wie zu mehreren anderen Bänden ähnlicher Art. Auch The Literary Magnet, The Literary Souvenir und The Amulet verdankten einen Großteil ihrer Popularität ihren Beiträgen. Später schrieb sie für The Athenaeum, zu dem sie viele ihrer besten Stücke beisteuerte.S. 369
Jewsbury hatte Ende der 1820er Jahre gesundheitliche und psychische Probleme. In ihren Letters to the Young spiegelt sich das wider. In einem Brief von 1828 an ihre jüngere Schwester Geraldine schrieb sie über die Gefahren des Ruhms für Geraldine, die Schriftstellerin werden wollte, und warnte, dass Ruhm Kummer bringen würde; das einzige wahre Glück sei in der Religion zu finden.S. 369 Im selben Jahr verbrachte sie den Sommer und Herbst in der Nähe von St. Asaph im Haus ihrer Brieffreundin Felicia Hemans, was vor allem ihrer Gesundheit gut tat. Viele der Gedichte in ihren Lays of Leisure Hours, die sie Hemans widmete, „in Erinnerung an den Sommer, den sie in ihrer Gesellschaft verbracht hatte“, wurden dort geschrieben. Die Figur der „Egeria“ in The Three Histories, die Jewsbury einige Zeit später verfasste, ist erklärtermaßen durch die Freundin beeinflusst.S. 370
Am 1. August 1832 heiratete Jewsbury Reverend William K. Fletcher, einen Kaplan der East India Company, und bereitete sich darauf vor, Fletcher nach Indien zu begleiten. Sie verabschiedete sich von ihrer Familie und das Paar brach zu einer Hochzeitsreise durch Großbritannien auf. Danach schifften sie sich in Gravesend an Bord des Ostindienfahrers Victory ein. Jewsbury hinterließ ein Reisetagebuch; der erste Eintrag trägt das Datum des 20. September 1832. Die Aufzeichnung ist als Charakterdarstellung von Interesse. Jewsbury belebte die eintönige Routine, indem sie die Aufmerksamkeit auf jede auffällige Veränderung des Wetters und die Vielfalt der Erscheinungen des Ozeans, des Mondes, der Sterne, der Wolken, des Nebels und der Tierwelt lenkte.Vorlage:Sfn Die unterwegs verfassten komischen Verse und ihr didaktisches The Burden of the Sea gehören jedoch nicht zu ihren besten Werken.S. 374 f.
Die Weihnachtswoche 1832 verbrachten sie an Land in Port Louis, Mauritius. Im März 1833 landeten sie in Bombay. Ende Mai erhielt Fletcher den Auftrag, nach Solapur zu fahren, das sie im Juni erreichten. Dort herrschte Dürre und Hungersnot, sodass die Hauptaufgabe von Pfarrer Fletcher bei seiner Ankunft darin bestand, die Leiden der ausgemergelten Bevölkerung zu lindern. Er erkrankte aufgrund übermäßiger Anstrengung schwer und seine Frau musste ihn über Wochen gesund pflegen.  Fletcher wurde für untauglich für das Klima erklärt und sie brachen im September zur Rückreise auf. Der letzte Eintrag, den Jewsbury in ihrem Tagebuch machte, ist datiert mit „Babelgaum, 26. September 1833“.S. 377 Jewsbury war bereits im Juni 1833 selbst erkrankt und starb im Oktober in Poona an der Cholera. Sie wurde auf dem Friedhof in Poona beigesetzt.S. 377

„I never met with any woman who possessed her powers of conversation. If her language had a fault, it was its extreme perfection. It was like reading an eloquent book, full of thought and poetry. She died too soon […]“

Sie hatte mehrere unveröffentlichte Werke nach Indien mitgebracht, von denen mehrere nach ihrem Tod anonym veröffentlicht wurden. Nach Jewsburys Tod bewahrten ihre Geschwister Geraldine und Francis eine Sammlung der privaten Briefe ihrer Schwester und das Manuskript Journal of her Voyage and Residence in India auf. Die Briefe zeugen von einem feinen Verstand, der ständig und gewohnheitsmäßig von den Prinzipien beherrscht wurde. Die Briefe zeigen, dass ihr Vater, ihre Schwester, ihre Brüder und ihre Freunde in ihren Gedanken ständig präsent waren.S. 372
Ein größerer Teil ihres Nachlasses befindet sich heute in der Bibliothek der Universität Manchester.

## Werk
The Three Histories gelten eindeutig als ihr bestes Werk. Die Geschichten sind die einer „Enthusiastin“, einer „Nonchalanten“ und einer „Realistin“. Die enthusiastische Heldin wächst allerdings zu einer selbstsüchtigen, wenn auch genialen Frau heran, die von weltlichem Ehrgeiz erfüllt ist, der ihre wenigen, schwachen sozialen Neigungen überwiegt, und die Nonchalante hat eher ein gebrochenes Herz unter einem  träumerischen, kränklichen Schleier, der autobiografische Züge trägt. Es überzeugte die Leser weniger die Konstruktion der Geschichten als überzeugende Darstellung vieler verschiedener Charaktere.S. 385
Jewsbury verwendete in ihrer Prosa häufig veraltete Redewendungen in lokalen Dialekten, die sie aufgeschnappt und sich zu eigen gemacht hatte.S. 382 Viele Passagen in ihrem Tagebuch sind aber durchaus wortgewaltig.S. 385 Sie schrieb: „In the best of everything I have done you will find one leading idea  – Death; all thoughts, all images, all contrasts of thoughts and images, are derived from living much in the valley of that shadow; from having learned life rather in the vicissitudes of man than woman; from the mind being Hebraic. My poetry, except some half-dozen pieces, may be consigned to oblivion; but in all you would find the sober hue, which to my mind's eye blends equally with the golden glow of sunset, and the bright green of spring; and is seen equally in the temple of delight as in the tomb of decay and separation. I am melancholy by nature, but cheerful on principle.“